# Hardy Nongbri
Hardy Cliff Nongbri  là một cầu thủ bóng đá người Ấn Độ thi đấu ở vị trí tiền vệ cho Shillong Lajong ở I-League.

## Sự nghiệp
Sinh ra ở Meghalaya, Nongbri bắt đầu sự nghiệp bóng đá với Shillong Lajong, thi đấu cho đội bóng tại giải địa phương Shillong và I-League U19. Dần dần, trước mùa giải I-League 2015–16, Nongbri được đẩy lên đội một.
Anh có màn ra mắt cho câu lạc bộ ngày 10 tháng 4 năm 2016 trước Sporting Goa. Anh vào sân từ phút 88 thay cho Zodingliana Ralte và Shillong Lajong thất bại 5–2.

## Thống kê sự nghiệp
Tính đến 11 tháng 2 năm 2018
| Câu lạc bộ          | Mùa giải            | Giải vô địch        | Giải vô địch | Giải vô địch | Cúp Liên đoàn | Cúp Liên đoàn | Cúp Quốc gia | Cúp Quốc gia | Châu lục | Châu lục  | Tổng    | Tổng      |
| Câu lạc bộ          | Mùa giải            | Hạng đấu            | Số trận      | Bàn thắng    | Số trận       | Bàn thắng     | Số trận      | Bàn thắng    | Số trận  | Bàn thắng | Số trận | Bàn thắng |
| ------------------- | ------------------- | ------------------- | ------------ | ------------ | ------------- | ------------- | ------------ | ------------ | -------- | --------- | ------- | --------- |
| Shillong Lajong     | 2015–16             | I-League            | 1            | 0            | —             | —             | —            | —            | —        | —         | 1       | 0         |
| Shillong Lajong     | 2016–17             | I-League            | 3            | 0            | —             | —             | —            | —            | —        | —         | 3       | 0         |
| Shillong Lajong     | 2017–18             | I-League            | 15           | 0            | —             | —             | —            | —            | —        | —         | 15      | 0         |
| Tổng cộng sự nghiệp | Tổng cộng sự nghiệp | Tổng cộng sự nghiệp | 19           | 0            | 0             | 0             | 0            | 0            | 0        | 0         | 19      | 0         |